# Phoxinellus libani
Phoxinellus libani és una espècie de peix cipriniforme de la família dels ciprínids.